# Corvula batabana
Corvula batabana är en fiskart som först beskrevs av Poey, 1860.  Corvula batabana ingår i släktet Corvula och familjen havsgösfiskar. Inga underarter finns listade i Catalogue of Life.